# Isotes figurata
Isotes figurata es una especie de insecto coleóptero de la familia Chrysomelidae.
Fue descrita científicamente en 1887 por Martin Jacoby.